# M'Lili
M'Lili là một đô thị thuộc tỉnh Biskra, Algérie. Dân số thời điểm năm 2002 là 5.151 người.